# Юрдан Теодоров
Юрдан Хаджипетков Теодоров или Тодоров е български общественик и търговец.

## Биография
Юрдан Теодоров е роден през 1848 година в Елена, в семейството на богатия търговец хаджи Петко Хаджитодоров. Племенник е на просветителя Иван Момчилов. Завършва Даскалоливницата, след което се записва в Робърт колеж в Цариград, който не завършва поради здравословни причини.
През 1876 година е назначен от османските власти за член на Търновския окръжен съд. След потушаване на Априлското въстание е включен в Извънредната комисия, която съди въстаниците от Търновски санджак. Помага на мнозина да се спасят от смъртно наказание.
След Освобождението е първи кмет на Елена, а след това – губернатор на Русенска губерния. Приближен е до Консервативната партия. При Режима на пълномощията е член на Държавния съвет. Изпълнява специални правителствени мисии, свързани с ограничаването на изселването на турци от България, както и изкупуване в полза на държавата на земи на изселващи се турци от Кюстендилско. През 1882 и 1883 година отклонява покани да заеме министерски пост.
След смъртта на баща си през 1884 година се завръща в Елена, откъдето управлява наследения бизнес – селскостопанско производство, банкерство и други. Тодоров е дългогодишен член на ръководството на еленското читалище „Напредък“, включително и негов председател. Народен представител от Елена е в І, ІІ и ІV Обикновено народно събрание. На изборите за IX обикновено народно събрание през ноември 1896 година не е избран поради манипулациите от страна на властите, но през 1901 година е депутат в XI обикновено народно събрание.

Макар и приближен до различни партии в различни периоди от живота си, Юрдан Тодоров не членува в нито една. Политически, той е русофил. През 1896 година пише до д-р Кръстьо Кръстев
| „ | Преди всичко че не съм бивал върл партизанин, освен на двуглавото птиче, което освободи България, нъ все пак винаги най-далеч съм бил от Стамболова от началото до края. В него аз виждах най-големия тиранин на света... | “ |

През 1897 година, в отговор на политически нападки за участието му в съденето на участници в Априлското въстание, издава книгата си “Възпоминания по въстанията в Търновския санджак през 1876 година и по съдението на българските въстаници в Търново".
Юрдан Тодоров е баща на писателя Петко Тодоров, философа Христо Тодоров и любимата на Яворов Мина Тодорова.